# Алькала-дель-Обіспо
Алькала-дель-Обіспо (ісп. Alcalá del Obispo, араг. Alcalá d'o Bispe) — муніципалітет в Іспанії, у складі автономної спільноти Арагон, у провінції Уеска. Населення — 429 осіб (2009).
Муніципалітет розташований на відстані близько 340 км на північний схід від Мадрида, 11 км на південний схід від Уески.
На території муніципалітету розташовані такі населені пункти: (дані про населення за 2009 рік)
- Алькала-дель-Обіспо: 254 особи
- Фаньянас: 124 особи
- Ола: 29 осіб
- Пуейо-де-Фаньянас: 84 особи

## Демографія
Динаміка населення (INE ):

## Галерея зображень

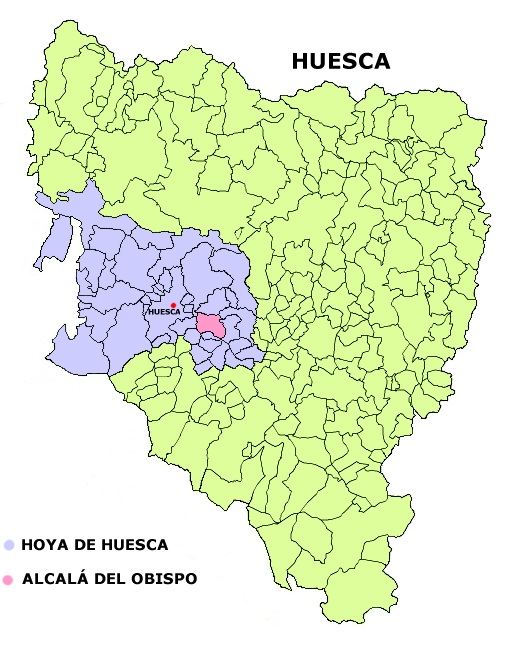
Розташування муніципалітету